# Король Юрій Васильович
Ю́рій Васи́льович Коро́ль (21 грудня 1978–5 вересня 2014) — український військовик, солдат, сапер-розвідник 24-й батальйон територіальної оборони «Айдар» Збройних сил України, учасник російсько-української війни.

## Життєпис
Народився 1978 року в селі Заріччя (Іршавський район, Закарпатська область). Створив родину; виховував дітей.
В часі війни — солдат батальйону «Айдар». 5 вересня 2014-го зник безвісти під час бою з російськими диверсантами — здійснили атаку із засідки на бійців 2-ї роти батальйону поблизу села Весела Гора. Загинув, віддавши своє укриття побратимам та капелану. До колони вийшли люди з українським прапором, після зупинки машин терористи почали обстрілювати з кулеметів із засідки, поранених потім добивали.
Похований 1 жовтня 2014 року в Старобільську як невідомий герой. Ідентифікований за експертизою ДНК, 12 лютого 2015-го перепохований в Заріччі.
Без Юрія лишились 3 дочки — 2000 р.н. та близнючки 2005 р.н.

## Нагороди і вшанування
За особисту мужність і героїзм, виявлені у захисті державного суверенітету та територіальної цілісності України, вірність військовій присязі під час російсько-української війни
- нагороджений орденом «За мужність» III ступеня (26.2.2015, посмертно)
- нагрудний знак «За оборону Луганського аеропорту» (посмертно)
- Його портрет розміщений на меморіалі «Стіна пам'яті полеглих за Україну» у Києві: секція 4, ряд 10, місце 3
- 2017 року у Заріччі відкрито меморіальну дошку на честь Юрія Короля[1]
- Вшановується в меморіальному комплексі «Зала пам'яті», в щоденному ранковому церемоніалі 5 вересня[2]